# Tir la Jocurile Olimpice de vară din 2024 - Skeet (mixt)
Proba de tir skeet mixt de la Jocurile Olimpice 2024 a avut loc pe 5 august 2024 la Centrul Național de Tir din Châteauroux, Franța.

## Program
Orele sunt ora Franței (UTC+1) 
| Data                | Timp            | Etapă      |
| ------------------- | --------------- | ---------- |
| Luni, 5 august 2024 | 09:00           | Calificări |
| Luni, 5 august 2024 | după calificări | Finale     |

## Rezultate

### Calificări
| Loc | Țară                         | Sportivi               | 1  | 2  | 3  | Total | Total echipă | Shoot-off | Note   |
| --- | ---------------------------- | ---------------------- | -- | -- | -- | ----- | ------------ | --------- | ------ |
| 1   | Italia 1                     | Diana Bacosi           | 24 | 25 | 25 | 74    | 149          |           | C, =RM |
| 1   | Italia 1                     | Gabriele Rossetti      | 25 | 25 | 25 | 75    | 149          |           | C, =RM |
| 2   | Statele Unite ale Americii 1 | Austen Smith           | 25 | 23 | 25 | 73    | 148          |           | C      |
| 2   | Statele Unite ale Americii 1 | Vincent Hancock        | 25 | 25 | 25 | 75    | 148          |           | C      |
| 3   | China                        | Jiang Yiting           | 25 | 25 | 24 | 74    | 146          | +4        | C      |
| 3   | China                        | Lyu Jianlin            | 23 | 24 | 25 | 72    | 146          | +4        | C      |
| 4   | India                        | Maheshwari Chauhan     | 24 | 25 | 25 | 74    | 146          | +3        | C      |
| 4   | India                        | Anantjeet Singh Naruka | 25 | 23 | 24 | 72    | 146          | +3        | C      |
| 5   | Italia 2                     | Martina Bartolomei     | 24 | 23 | 23 | 70    | 144          |           |        |
| 5   | Italia 2                     | Tammaro Cassandro      | 25 | 24 | 25 | 74    | 144          |           |        |
| 6   | Statele Unite ale Americii 2 | Dania Vizzi            | 24 | 25 | 23 | 72    | 144          |           |        |
| 6   | Statele Unite ale Americii 2 | Conner Prince          | 24 | 24 | 24 | 72    | 144          |           |        |
| 7   | Coreea de Sud                | Jang Kook-hee          | 24 | 25 | 22 | 71    | 144          |           |        |
| 7   | Coreea de Sud                | Kim Min-soo            | 25 | 24 | 24 | 73    | 144          |           |        |
| 8   | Cehia                        | Barbora Šumová         | 22 | 23 | 23 | 68    | 143          |           |        |
| 8   | Cehia                        | Jakub Tomeček          | 25 | 25 | 25 | 75    | 143          |           |        |
| 9   | Franța                       | Lucie Anastassiou      | 24 | 24 | 21 | 69    | 143          |           |        |
| 9   | Franța                       | Éric Delaunay          | 25 | 25 | 24 | 74    | 143          |           |        |
| 10  | Germania                     | Nele Wißmer            | 22 | 24 | 23 | 69    | 142          |           |        |
| 10  | Germania                     | Sven Korte             | 23 | 25 | 25 | 73    | 142          |           |        |
| 11  | Australia                    | Aislin Jones           | 24 | 23 | 21 | 68    | 141          |           |        |
| 11  | Australia                    | Joshua Bell            | 25 | 24 | 24 | 73    | 141          |           |        |
| 12  | Kazahstan                    | Assem Orynbay          | 23 | 24 | 23 | 70    | 140          |           |        |
| 12  | Kazahstan                    | Eduard Yechshenko      | 23 | 24 | 23 | 70    | 140          |           |        |
| 13  | Grecia                       | Emmanouela Katzouraki  | 22 | 23 | 22 | 67    | 139          |           |        |
| 13  | Grecia                       | Efthimios Mitas        | 24 | 24 | 24 | 72    | 139          |           |        |
| 14  | Peru                         | Daniella Borda         | 21 | 23 | 24 | 68    | 139          |           |        |
| 14  | Peru                         | Nicolás Pacheco        | 25 | 24 | 22 | 71    | 139          |           |        |
| 15  | Suedia                       | Victoria Larsson       | 21 | 23 | 23 | 67    | 136          |           |        |
| 15  | Suedia                       | Marcus Svensson        | 23 | 24 | 22 | 69    | 136          |           |        |

### Finale
| Loc                            | Țară                         | Sportivi               | 1  | 2  | Total | Total echipă | Note |
| ------------------------------ | ---------------------------- | ---------------------- | -- | -- | ----- | ------------ | ---- |
| Meciul pentru medalia de aur   |                              |                        |    |    |       |              |      |
| 1                              | Italia 1                     | Diana Bacosi           | 10 | 12 | 22    | 45           |      |
| 1                              | Italia 1                     | Gabriele Rossetti      | 12 | 11 | 23    | 45           |      |
| 2                              | Statele Unite ale Americii 1 | Austen Smith           | 10 | 11 | 21    | 44           |      |
| 2                              | Statele Unite ale Americii 1 | Vincent Hancock        | 11 | 12 | 23    | 44           |      |
| Meciul pentru medalia de bronz |                              |                        |    |    |       |              |      |
| 3                              | China                        | Jiang Yiting           | 11 | 9  | 20    | 44           |      |
| 3                              | China                        | Lyu Jianlin            | 12 | 12 | 24    | 44           |      |
| 4                              | India                        | Maheshwari Chauhan     | 11 | 10 | 21    | 43           |      |
| 4                              | India                        | Anantjeet Singh Naruka | 11 | 11 | 22    | 43           |      |